# Coccoloba lucidula
Coccoloba lucidula är en slideväxtart som beskrevs av George Bentham. Coccoloba lucidula ingår i släktet Coccoloba och familjen slideväxter. Inga underarter finns listade i Catalogue of Life.